# بيت المطيط (أرحب)

تعديل مصدري - تعديل

بيت المطيط هي إحدى قرى عزلة الثلث بمديرية أرحب التابعة لمحافظة صنعاء، بلغ تعداد سكانها 317 نسمة حسب تعداد اليمن لعام 2004.